# 児童発達支援管理責任者
児童発達支援管理責任者（じどうはったつしえんかんりせきにんしゃ）は、放課後等デイサービスや児童発達支援事業で利用者の個別支援計画を作成してこの計画に基づいた支援が行われるよう管理して療養を主導する役割を持つ者である。略称は「児発管」「児発」。
放課後等デイサービスや児童発達支援施設には常勤で専従の児発管を最低1名は配置することが必要である。指導員と兼務はできないが管理者と兼務はできる。

## 資格
児発管になるには実務経験と研修受講が必要で、実務経験は障がい児者の相談支援や直接支援がその対象となる。実務経験がある者が都道府県が実施する研修を受講することで児発管になることができる。

## 経過措置
民間施設が急増したため研修の受講希望者が急増したが都道府県が実施する研修が追いつかなかったため受講を約束すれば未受講でも児発管になれる経過措置がとられた。2015年3月までの予定であったが1年間延長された。また児発管が急に欠けた場合も1年間の猶予期間は無資格の者でもなれることになった。